# Cesare Fiorucci
Cesare Fiorucci S.p.A. è un'azienda alimentare con sede a Pomezia (RM) specializzata nel settore di salumi. Produce insaccati di vario genere (prosciutti, mortadelle, salami, würstel ecc.), formaggi ed aceto balsamico.

## Storia
L'azienda Fiorucci venne fondata a Norcia nel 1850 da Innocenzo Fiorucci, originario di Norcia. 
Agli inizi era costituita soltanto da una piccola bottega artigianale situata a Roma, in cui la famiglia Fiorucci lavorava durante l'inverno; solo successivamente ne vennero aperte altre nella capitale.
Terminata la seconda guerra mondiale, Cesare Fiorucci convertì a livello industriale l'azienda di famiglia, istituendo nel 1950 l'Industria Romana Carni ed Affini (IRCA).
Nel 1970 i fratelli Ferruccio e Umberto Fiorucci, figli di Cesare, realizzano la sede storica, lo stabilimento produttivo di Santa Palomba, ancora in attività.
L'azienda si diffuse sul resto del territorio italiano, mentre negli anni ottanta si espanse anche a livello internazionale, conquistando importanti mercati quali quello francese, inglese, tedesco e quello statunitense attraverso l’apertura dello stabilimento di Richmond.
Nel frattempo l'IRCA cambiò denominazione, assumendo quella attuale di Cesare Fiorucci S.p.A.
Dal 2000 in poi Fiorucci è presente in oltre 60 Paesi nel mondo.
Nel 2003 nasce Fiorucci Food Service che porta i prodotti Fiorucci nel mondo della ristorazione fuori casa.
Dal 2011 la Cesare Fiorucci S.p.A. entra a far parte della Campofrío Food Group, multinazionale con sede a Madrid. Dal 2015 Campofrío Food Group è entrata a far parte di Sigma Alimentos, un gruppo multinazionale messicano specializzato nel settore alimentare.

## Unità produttive
Il quartier generale del gruppo Cesare Fiorucci, situato a Pomezia, si estende su circa 160000 m² coperti e conta oltre 450 dipendenti; sono presenti reparti produttivi specializzati per prodotto (mortadelle, prosciutti cotti ed arrosti, salami, würstel, specialità stagionate e affettati), oltre al reparto di ricerca e sviluppo che opera per lo studio di nuovi prodotti, imballaggi e tecnologie.
Fiorucci, attraverso le sue partecipate, opera nelle aree tipiche stabilite dai disciplinari regionali con l’unità produttiva di Langhirano per la produzione di prosciutto crudo di Parma e con quella di San Daniele del Friuli per il prosciutto San Daniele. Inoltre nello stabilimento di Richmond produce salumi destinati al mercato statunitense.

## Fiorucci nel mondo
Fiorucci è presente in oltre 40 Paesi del mondo, con una presenza nelle catene distributive europee: E.Leclerc, Intermarché, Carrefour e Monoprix in Francia ed El Corte Inglés in Spagna. Inoltre possiede 9 sedi dislocate in Romania, Francia, Gran Bretagna, Germania, Benelux, USA (da cui esporta con il proprio marchio in America Centrale), Portogallo e Spagna (in collaborazione con la casa madre Sigma Alimentos).